# 辽宁省高级人民法院
辽宁省高级人民法院是中華人民共和國辽宁省的高级人民法院，位于辽宁省沈阳市沈河区惠工街132号。现任院长为郑青二级大法官。

## 沿革
1954年8月1日，原辽东省、辽西省法院合并，组建辽宁省人民法院。1955年1月28日，辽宁省人民法院改称辽宁省高级人民法院。

## 机构设置

### 内设机构
辽宁省高级人民法院现有内设机构33个，综合部门12个：办公室、组织人事处、法官管理处、教育培训处、宣传联络处、技术处、司法辅助办公室、计划财务装备管理处、督察室、老干部处、机关党委、司法警察总队；审判执行业务部门21个：审判管理办公室、研究室、立案一庭、立案二庭、刑事审判第一庭、刑事审判第二庭、刑事审判第三庭、刑事审判第四庭、民事审判第一庭、民事审判第二庭、民事审判第三庭、环境资源审判庭、行政审判第一庭、行政审判第二庭、赔偿委员会、审判监督第一庭、审判监督第二庭、执行一庭、执行二庭、执行三庭、执行四庭。

## 历任领导
院长
副院长

## 知名审理案件
- 张志新现行反革命案
- 刘涌组织领导黑社会性质组织、故意伤害致人死亡案
- 5·22大连轿车撞人案（二审）[2]

## 对应中级人民法院/铁路运输中级法院/海事法院
- 辽宁省沈阳市中级人民法院
- 辽宁省朝阳市中级人民法院
- 辽宁省阜新市中级人民法院
- 辽宁省铁岭市中级人民法院
- 辽宁省抚顺市中级人民法院
- 辽宁省本溪市中级人民法院
- 辽宁省辽阳市中级人民法院
- 辽宁省鞍山市中级人民法院
- 辽宁省丹东市中级人民法院
- 辽宁省大连市中级人民法院
- 辽宁省营口市中级人民法院
- 辽宁省盘锦市中级人民法院
- 辽宁省锦州市中级人民法院
- 辽宁省葫芦岛市中级人民法院
- 辽宁省辽河中级人民法院
- 沈阳铁路运输中级法院
- 中华人民共和国大连海事法院